# Помста княгині Ольги древлянам

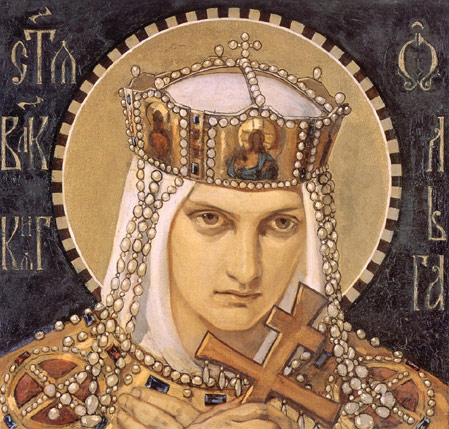
княгиня Ольга

Після того як у 945 році древляни вбили князя Ігоря, княгинею Київської Русі стала Ольга, оскільки на момент смерті Ігоря їх син Святослав був ще зовсім малим для правління. В першу чергу Ольга вирішила помститись за смерть чоловіка і приборкати древлян. Можна сказати, що помста була «святим ділом» у часи язичництва. Одне старослов'янське прислів'я каже: «Хто не відомстить — за того Бог не відомстить», тому чим важча була помста, тим більша хвала була месникові.

## Перша помста

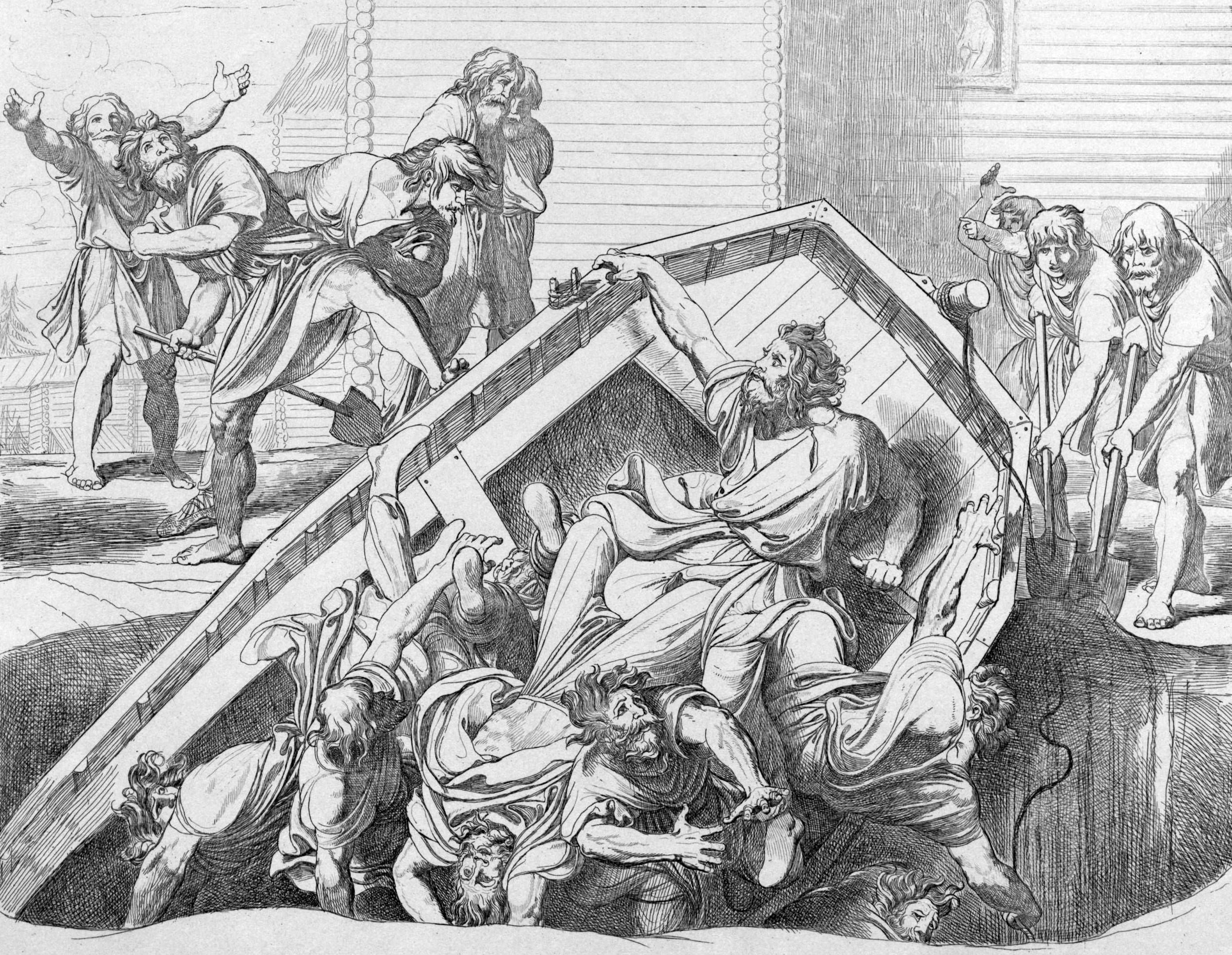

Після вбивства Ігоря древляни прислали 20 «найліпших мужів» до Ольги, вирішивши посватати її із їхнім князем Малом. Припливли посли до Києва човном по Дніпру і пристали під Боричевим. Ольга вдавано погодилась на пропозицію деревлян, і ніби заради честі послам наказала своїм підданим урочисто нести тих на човнах до її палацу. А тим часом у дворі уже була вирита яма, у яку, за наказом Ольги, було скинуто послів. Потім Ольга зійшла з палацу в них нахилившись над ямою запитала «Чи добра вам честь?», на що деревляни відповіли: «Гірша нам смерть, ніж Ігореві». Тоді княгиня наказала закопати їх заживо.

## Друга помста

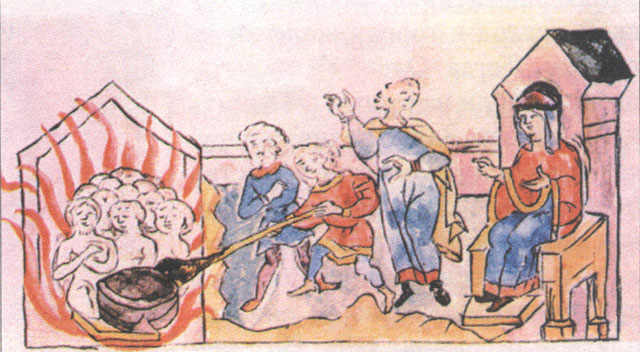
Друга помста Ольги

На другий раз Ольга попросила прислати їй найкращих мужів. Тоді деревляни відправили до Києва найбільш знатних мужів — князівського роду, купців, бояр. Коли вони прибули до Ольги, вона наказала витопити лазню для послів. Так і зробили. А коли посли милися, княгиня наказала запалити лазню і всі згоріли в ній.

## Третя помста
Третя помста Ольги також не обійшлася без хитрощів. Київське військо вже було готове до походу на Деревлянську землю. І знову Ольга звернулася до деревлян зі словами: «Се вже йду я до вас. Тож готуйте медів багато у граді, де вбито мого мужа. Хай поплачу я над труною його і вчиню тризну мужеві моєму». Ольга з невеликою дружиною вирушила в путь. Поблизу міста Іскоростеня, на могилі чоловіка, наказала вона насипати величезний курган і чинити тризну. Деревляни пили, а Ольжині отроки прислуговували їм. Деревляни запитали Ольгу: «Де наші свати, що їх ми послали до тебе?». Вона відповіла, що вони йдуть сюди разом із київською дружиною. В язичницькі часи на поминальному бенкеті не тільки пили, а й влаштовували змагання та воєнні ігрища. Цей стародавній звичай — битися, поминаючи померлих, у християнські часи викликав нарікання з боку церкви, що знайшло відображення у сповідальних запитаннях («а по мертвиці дрался?»). Ольга вирішила використати і цей давній звичай для помсти. Коли упилися деревляни, спочатку звеліла княгиня отрокам своїм пити за них, а потім вбити їх. І посікли їх п'ять тисяч.

## Четверта помста

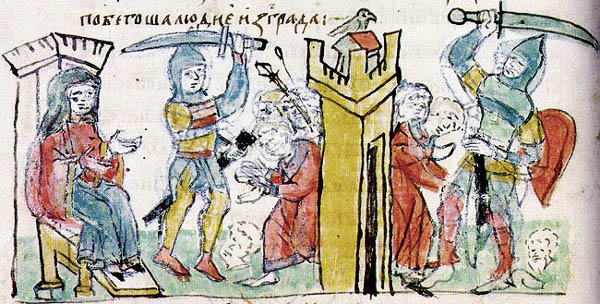
Четверта помста Ольги

У 946 році Ольга вийшла з військом у похід на древлян. Проти киян виступило велике військо древлянське. Військо київське обложило головний город деревлян Іскоростень, мешканці якого вбили Ігоря. Ті стійко оборонялися, адже добре розуміли, що не буде їм пощади. Ця облога тривала цілий рік, але військо не могло здобути міста. Тоді Ольга відрядила послів до древлян із такими словами: «До чого ви хочете досидітися? Чи ви хочете всі з голоду померти, не згоджуючися на данину. Ваші гради вже взяті і люди давно обробляють свої ниви». На те городяни відповіли: «Раді б ми відбутися даниною, тільки ж ти за чоловіка загиблого жадаєш помститися». Ольга мовила так: «Я вже помстилася за чоловіка свого, коли прийшли ви до Києва, і вдруге, і втретє тоді, коли чинили тризну чоловікові моєму. Тому я вже не буду помсти чинити, а хочу, взяти потроху данини і, помирившись з вами, піду назад». Запитали деревляни: «Що ж ти бажаєш узяти в нас? Залюбки дамо тобі меду й хутра». Вона відповіла на це так: «Нині не маєте ви ані меду, ані хутра. Мені ж треба з вас небагато: дайте мені од кожного двору по троє голубів і по троє горобців. Бо не хочу я тяжкої данини накладати на вас, як ото чоловік мій, а свого прошу у вас малого. Знемоглися бо ви в облозі, тож дайте мені се мале». Деревляни погодились. Поназбирали з кожного двору по три голуби і горобці та з поклоном послали княгині. Те, що вона зажадала такої необтяжливої данини, не дало в них підозри. Адже ж бо спрадавна повелося у східних слов'ян віддавати на жертву богам саме птахів. На те, гадали, й потрібна княгині така данина. Тим часом Ольга пороздавала своїм воїнам голубів та горобців і наказала прив'язати до кожного трут, а як смеркне — трут підпалити й пустити птаство на волю. Так і зробили. Голуби полетіли до своїх голубників, горобці — під стріхи. І спалахнув Іскоростень з усіх боків одночасно. І не було жодного двора, де б не горіло, і не можна було погасити, бо палало з усіх боків. Тоді побігли люди з міста, а Ольга наказала воїнам їх ловити: одних убивати, а інших брати у полон. Так узяла княгиня місто хитрощами, старійшин його спалила, багато людей побила, декого віддала у рабство, а решту примусила платити тяжку данину. Ось так літописець Нестор у «Повісті минулих літ» розповів про початок князювання Ольги та її помсту древлянам.